# Party Animals – Wilder geht’s nicht!
Party Animals – Wilder geht’s nicht! (Originaltitel: National Lampoon’s Van Wilder) ist eine US-amerikanisch-deutsche Studenten-Filmkomödie aus dem Jahr 2002 von Regisseur Walt Becker und mit einer Laufzeit von 93 Minuten.

## Handlung
Vance „Van“ Wilder ist ein selbstbewusster, bekannter und sehr beliebter Student im siebten Jahr am Coolidge College. Statt an seinem Abschluss zu arbeiten, fährt er in seinem maßgeschneiderten Golfwagen auf dem Campus herum, posiert nackt für Zeichenkurse, veranstaltet er Partys, Wohltätigkeitsveranstaltungen und hilft vielen Studenten bei ihren Problemen im College-Alltag. Als sein Vater jedoch nicht weiter bereit ist, die Studiengebühren zu bezahlen, muss Van sich eine neue Geldquelle suchen.
Daher bittet Van die Standesbeamtin Deloris Haver um eine Zahlungsverlängerung. Nachdem er Sex mit ihr hatte, überreicht Deloris ihm die Unterlagen für eine Verlängerung, woraufhin Van erkennt, dass er nur darum hätten bitten müssen.
Nach ein paar Versuchen, schnell an Geld zu kommen, wird Van von der Fraternity (dt. Studentenverbindung) Lambda Omega Omega angesprochen und bietet ihm an, ihm 1000 Dollar zu zahlen, um ihnen eine Riesenparty zu veranstalten, um ihre Popularität zu steigern.
Gwen Pearson, eine Reporterin der Schülerzeitung, bekommt zur selben Zeit den Auftrag, einen Artikel über Van Wilder zu schreiben. Van, der sich normalerweise weigert, Interviews für die Zeitung zu geben, erkennt, dass der Artikel die „Cash Cow“ sein kann, die er braucht, um in der Schule zu bleiben, und willigt ein, sich mit Gwen für einen Folgeartikel zusammenzusetzen. Er interpretiert die Gespräche mit Gwen als romantische Annäherung. Dadurch zieht er sich die Missgunst von Gwens Freund Richard zu, die sich zu einem Kleinkrieg zwischen den beiden entwickelt. Schließlich gelingt es Richard, Van eine Straftat anzuhängen, weshalb Van sofort vom College verwiesen werden soll. Durch seine Beliebtheit gelingt es Van jedoch, seine (wenigen) fehlenden Kurse für seinen Abschluss machen zu dürfen.

## Hintergrund
- Der englische Originaltitel National Lampoon’s Van Wilder bezieht sich auf das Satiremagazin National Lampoon sowie auf den Namen der Hauptfigur des Films.
- Der Film wurde in Los Angeles und in Vancouver gedreht.[1]
- Die Produktionskosten betrugen schätzungsweise 6 Millionen US-Dollar. Der Film spielte in den Kinos der USA etwa 21 Millionen US-Dollar ein. In den britischen Kinos wurden etwa 1,7 Millionen Pfund Sterling eingespielt, in den italienischen etwa 2,2 Millionen Euro.[2]
- Die Szene, in der ein schwarzer Student des Jura-Clubs Van Wilder bei seiner Verteidigung beisteht und dieser versucht, sich zu enge Handschuhe anzuziehen, parodiert Johnnie Cochran und den Mordprozess um O.J. Simpson.
- In der deutschen Synchronfassung spricht Van Wilder zu Beginn des Films das Basketball-Team in der Halbzeitpause als Baseball-Team an, als er dieses motiviert.
- Es besteht die Vermutung, dass die Geschichte auf den Stand-Up-Comedian Bert Kreischer basiert. Dieser wurde vom Rolling Stone als ""the top partyer at the Number One Party School in the country"[3] bezeichnet. Im Podcast "Drink Champs" bestätigt er diese Vermutungen.[4]

## Kritiken
„Teenager-Komödie ohne Stil und Eigenständigkeit, die jedes geschmackliche Niveau unterschreitet und dabei ein Frauenbild zeichnet, das man längst überwunden glaubte.“

## Auszeichnungen
- Ryan Reynolds wurde für einen MTV Movie Award 2003 nominiert.
- Der Song Girl On The Roof wurde für einen Golden Satellite Award 2003 nominiert.

## Fortsetzungen
Der Film zog zwei Fortsetzungen nach sich. Im Jahr 2006 wurde Party Animals 2 – Die Legende geht weiter (National Lampoon’s Van Wilder: The Rise of Taj) produziert, drei Jahre darauf erschien mit Party Animals 3 – Willkommen auf der Uni eine Direct-to-DVD-Produktion.